# Campodorus assiduus
Campodorus assiduus là một loài tò vò trong họ Ichneumonidae.